# Ihor Kohut
Ihor Romanovyč Kohut (in ucraino Ігор Романович Когут?; Dnipropetrovsk, 7 marzo 1996) è un calciatore ucraino, centrocampista del Čornomorec' in prestito dal Metalist 1925.

## Carriera

### Club
Kohut è cresciuto calcisticamente nel Dnipro, allenato da Ihor Khomenko e Yevhen Kovalenko. Il 24 luglio 2016 fa il suo debutto in Prem"jer-liha contro il Volyn', segnando il gol del due a zero. Nel 2017, in seguito al fallimento del Dnipro viene ingaggiato dai concittadini del Dnipro-1.

### Nazionale
Ha giocato nella nazionale ucraina Under-20.